# Das ausgefallene Sport-Studio

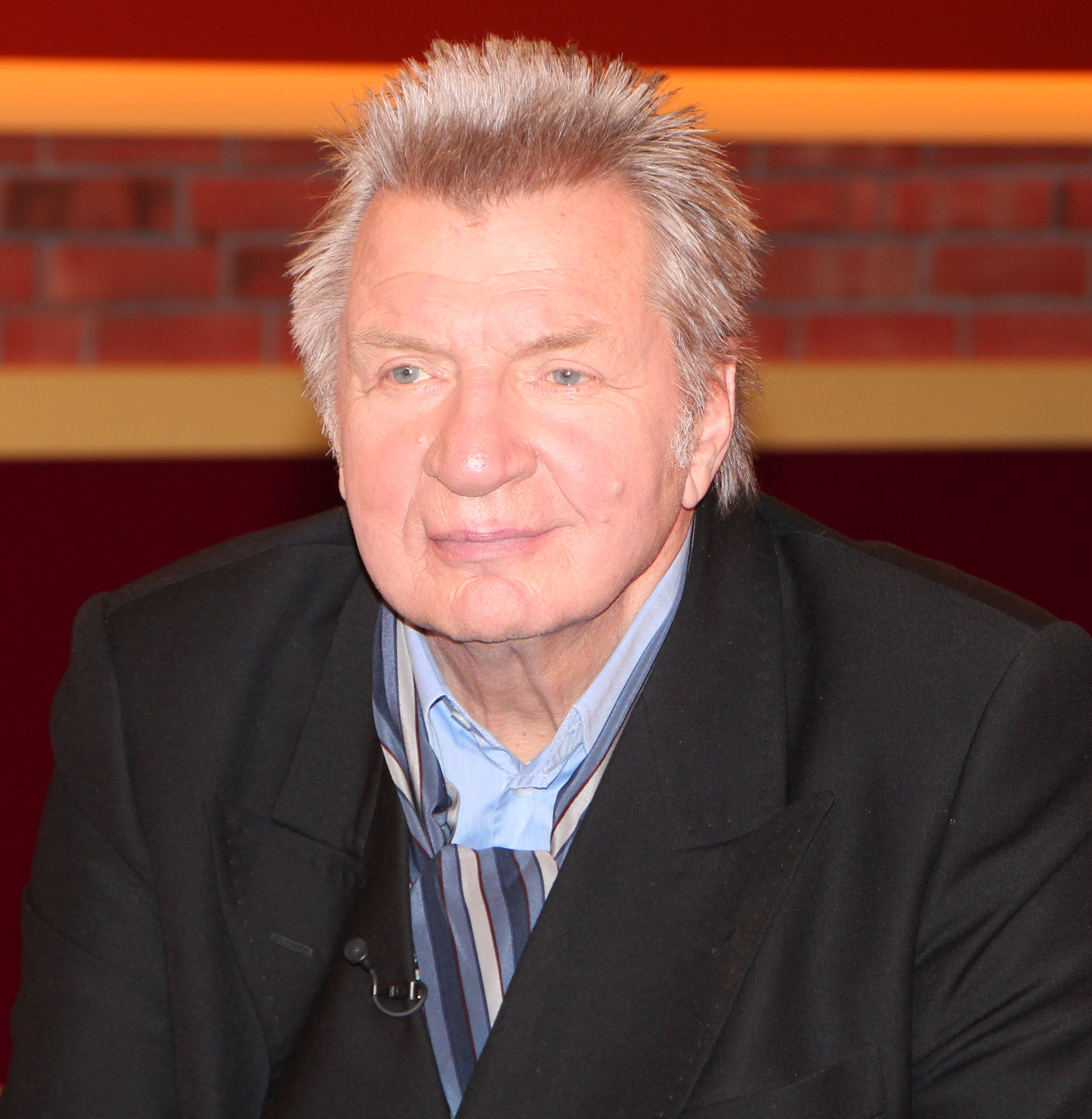
Werner Schneyder (2011)

Das ausgefallene Sport-Studio war ein kabarettistischer Sport-Jahresrückblick, der im ZDF zwischen 1978 und 1995 achtmal ausgestrahlt wurde.
Das Konzept der Sendung stammte vom österreichischen Kabarettisten und Sportkommentatoren Werner Schneyder, der ab 1975 auch mehrfach das aktuelle Sportstudio moderierte. Schneyder war auch – mit Ausnahme der letzten Sendung 1995, die von Matthias Beltz präsentiert wurde – der Moderator. Der Name der Sendung hat seinen Ursprung darin, dass in der traditionell an aktuellen Sportereignissen armen Zeit um Weihnachten das aktuelle Sportstudio in der Regel ausfiel.
1978 und 1980 wurde die Sendung zweiteilig aufbereitet. Der Rückblick für 1982 wurde im Januar 1983 ausgestrahlt. Programmlänge war jeweils ca. 90 Minuten.

## Ausstrahlungsdaten
- Sa., 23. Dezember 1978
- Sa., 30. Dezember 1978
- Sa., 29. Dezember 1979
- Sa., 20. Dezember 1980
- Sa., 27. Dezember 1980
- So., 2. Januar 1983, 16.47 Uhr
- Mi., 28. Dezember 1983, 22.40 Uhr
- Sa., 23. Dezember 1989, 22.05 Uhr
- Sa., 22. Dezember 1990, 22.05 Uhr
- Sa., 23. Dezember 1995, 22.45 Uhr